# Scars (Papa Roach)
Scars è una canzone dei Papa Roach, estratta come singolo dal loro quarto album in studio Getting Away with Murder (2004).

## Tracce
1. Scars (album) – 3:29
2. Scars (acustica) – 3:11
3. Getting Away with Murder (versione NapsterLive) – 3:24
4. Scars (video) – 3:31

## Classifiche
| Classifica (2005)             | Posizione massima |
| ----------------------------- | ----------------- |
| Germania                      | 82                |
| Stati Uniti                   | 15                |
| Stati Uniti (adult top 40)    | 31                |
| Stati Uniti (alternative)     | 2                 |
| Stati Uniti (mainstream rock) | 4                 |
| Stati Uniti (pop)             | 8                 |

## Formazione
- Jacoby Shaddix - voce
- Jerry Horton - chitarra
- Tobin Esperance - basso
- Dave Buckner - batteria